# Elena Jamshidi
Elena Jamshidi (* 16. März 2001) ist eine dänische Tennisspielerin.

## Karriere
Jamshidi spielt bislang überwiegend Turniere auf der ITF Women’s World Tennis Tour, wo sie bislang aber noch keinen Turniersieg feiern konnte.